# Завод нітрату амонію у Айн-Сохні
Завод нітрату амонію у Айн-Сохні – підприємство хімічної промисловості Єгипту, споруджене на сході країни у промисловій зоні біля червономорського порту Айн-Сохна.
Проєкт реалізували через компанію Egypt Hydrocarbon Corporation (EHC), що належить приватній Carbon Holdings.
Підприємство, яке стало до ладу в 2017-му, має проєктну річну потужність на рівні 300 тисяч тон азотної кислоти та 350 тисяч тон нітрату амонію низької щільності (використовується для виробництва промислової вибухівки).
Проєкт заводу передбачав прокладання трубопроводу для транспортування аміаку від порту Айн-Сохна до належного EHC резерувару. При цьому можливо відзначити, що у 2020 році EHC уклала угоду на спорудження власної лінії з виробництва аміаку, реакцією якого із азотною кислотою і отримують нітрат амонію.